# Clément Ader
Clément Ader (Muret, Alta Garona 1841 - Tolosa de Llenguadoc, 1925) enginyer francès al qui hom deu, entre altres invencions, un micròfon i els primers intents del telèfon. El 1880 instal·là a París la primera línia telefònica.

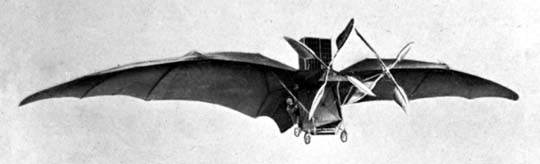
Vol de l'Avion, el 1897

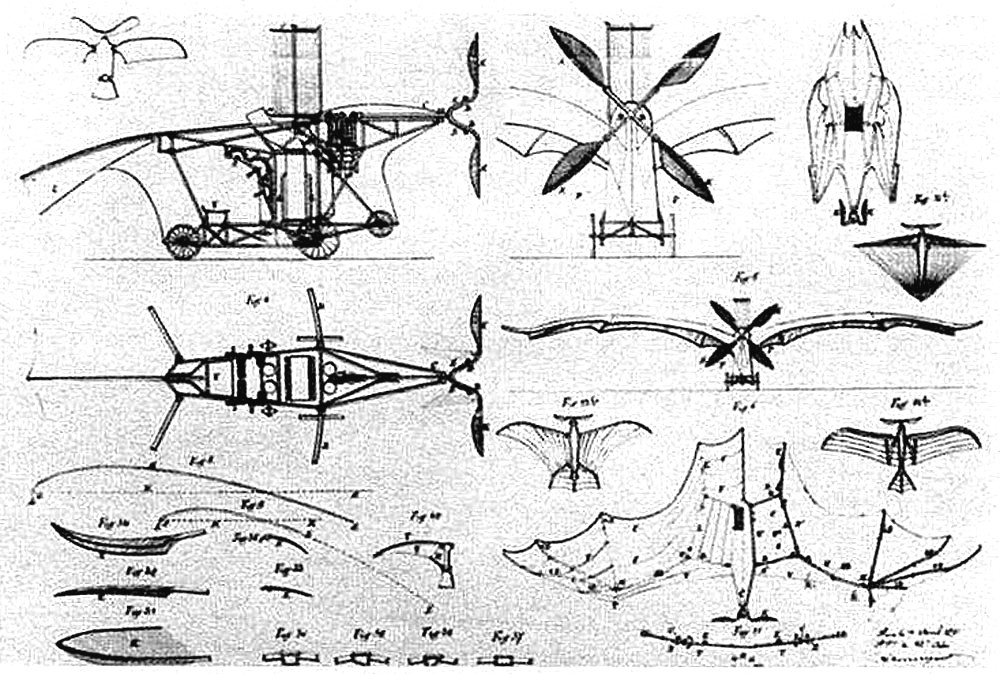
Primer prototip de l'Éole

De jove s'interessà per les comunicacions i pel vol de les aus i les rates penades. L'any 1866 instal·là un taller on el 1873 construí un aparell planejador en forma d'ocell recobert de plomes d'oca, al que anomenà genèricament Avion. En va fer un de més elaborat, anomenat Éole, pel que es va inspirar en la forma dels ratpenats, propulsat per una màquina de vapor d'uns 20 cavalls. L'enginy era una mena d'estel motoritzat equipat amb una hèlix de bambú de quatre aspes, ales articulades de 14 metres d'envergadura activades amb diferents comandaments i un pes de 300 kg (pilot inclòs). Un cop finalitzat, el va traslladar al castell d'Armainvilliers, a la Seine-et-Marne, on va volar una distància de 50 metres, el 9 d'octubre de 1890, però resultà incontrolable i poc aerodinàmic.
Ader volia que França es beneficiés del seu invent i, per això, es va posar en contacte amb el Ministeri de Guerra, per tal d'aconseguir ajut financer. El titular del ministeri en aquell moment, Charles de Freycinet, va ordenar posar a disposició d'Adler 300.000 francs per que construís un prototip d'avió capaç de transportar una o dues persones, a part del pilot i que fos capaç d'elevar-se alguns centenars de metres i desenvolupar una velocitat mínima de 15 m/s, com van fer constar en un contracte datat el 3 de febrer de 1892 entre Freycinet i Adler. Així comença a construir l'Avion III, un bimotor que reprèn la forma de l'Éole, però molt més potent, amb dos motors de 30 cavalls cadascun que arrosseguen hèlixs de quatre pales que giren en sentits oposats. El 14 d'octubre, 1897 fa una demostració de l'Avion III al camp de Satory (Versalles) davant d'una comissió militar però, a causa d'una ràfega de vent, s'estavella a l'aterrar. Encara que aconseguí rodar 60 m i recórrer uns 150 m en successius vols curts, i 300 m en ple aire, fou incapaç de complir els requeriments del Ministeri de Guerra francès per a demostrar que l'invent era governable i es va suspendre l'ajut financer. Tot i això, l'abril de 1900, l'Avion III va ser presentat a l'Exposició Universal de París, donant idees als pioners de l'aviació per la construcció dels seus models. L'any 1903, Ader va donar l'Avion III al Musée des Arts et Métiers (Museu dels Arts i Oficis) de París, on encara es troba.

Tanmateix el nom (avion) que va donar al seu prototipus ha servit de base per a la paraula que designa l'aeroplà en alguns idiomes, com el català, l'espanyol o el portuguès, entre d'altres. També va escriure dos assajos La Première Étape de l'aviation militaire française (1907) i L'Aviation militaire, on parla de l'ús de l'avió com a mitja de reconeixement i bombardeig.

## Treballs
- L'aviation militaire. - Vincennes : Service Histoire de l'armee de l'Air, 1990. - ISBN 2-904521-11-9 (Repr. d. Ausg. Paris 1911)